# 에어 세르비아
에어 세르비아(영어: Air Serbia, 세르비아어: Ер Србија)는 베오그라드에 본사를 두고 있는 항공사로 허브 공항은 베오그라드 국제공항이 있다.

## 역사
2013년 당시 세르비아의 국영 항공사였던 야트 에어웨이스(영어: Jat Airways, 세르비아어: ЈАТ Ервејз)를 에티하드 항공이 항공사 지분 인수와 동시에 현재의 사명으로 변경했다.

## 운항 노선
- 2012년 8월 기준으로 에어 세르비아는 다음과 같은 노선을 운항하고 있다.[7]

### 코드쉐어 협정
- 에어 세르비아는 다음과 같은 항공사와 코드쉐어 협정을 체결하고 있다.[8]

|  | - ITA 항공 - KLM (스카이팀) - LOT 폴란드 항공 (스타 얼라이언스) - TAROM (스카이팀) - 몬테네그로 항공 - 불가리아 항공 - 아에로플로트 (스카이팀) - 아틀라스 글로벌 항공 - 에게 항공 (스타 얼라이언스) - 에어발틱 - 에어 세이셸 | - 에어 유로파 (스카이팀) - 에어 프랑스 (스카이팀) - 에티하드 항공 - 엘알 이스라엘 항공 - 오스트리아 항공 (스타 얼라이언스) - 중국국제항공 (스타 얼라이언스) - 핀에어 (원월드) |  |

## 보유 기종

### 현재 보유중인 기종
- 2024년 3월 기준으로 에어 세르비아는 다음과 같이 보유하고 있다.[11]